# Buttermilk Falls State Park
Buttermilk Falls State Park is een staatspark in de Amerikaanse staat New York. Het park ligt in de buurt van de plaats Ithaca en bij de Finger Lakes, een groep van elf meren. In het park zijn er verscheidene watervallen te vinden. Er is tevens een openluchtzwembad in de Buttermilk Creek en een camping. Het park ontleent zijn naam aan het schuimende water van de Buttermilk Creek.

## Wandelroutes
In het Buttermilk Falls State Park zijn vijf wandelroutes uitgezet die tussen de 1,2 en 2,4 km lang zijn: Gorge Trail, Rim Trail, Bear Trail, Larch Meadow Trail en Lake Treman Trial.